# Wonneberg
Wonneberg é um município da Alemanha, situado no distrito de Traunstein, no estado da Baviera. Tem 18,01 km² de área, e sua população em 2019 foi estimada em 1.570 habitantes.